# Marie-Joseph-Gabriel Sarrade
Marie-Joseph-Gabriel Sarrade, francoski general, * 1882, † 1954.